# 비르기트 프린츠
비르기트 프린츠(독일어: Birgit Prinz, 1977년 10월 25일 프랑크푸르트암마인 ~ )는 독일의 전직 여자 축구 선수로 포지션은 공격수였다. 세 차례(2003년, 2004년, 2005년)나 FIFA 올해의 여자 선수로 선정되었으며 FIFA 여자 월드컵에서 14득점을 기록한 선수이다.

## 경력

### 클럽
15세 때인 1992년 FSV 프랑크푸르트 소속으로 데뷔했으며 팀의 프라우엔-분데스리가 2회 우승과 여자 DFB-포칼 2회 우승에 공헌했다. 1998년 1. FFC 프랑크푸르트로 이적했고 13시즌 동안 팀의 프라우엔-분데스리가 6회 우승과 여자 DFB-포칼 8회 우승에 공헌했다.
2002년 미국 여자 프로 축구 리그의 캐롤라이나 커리지로 이적했으며 15경기에 출전하면서 12득점을 기록했다. 2003년 이탈리아 세리에 A 소속 클럽 페루자의 구단주였던 루차노 가우치가 그의 영입을 제안했지만 거절했다. 2001년부터 2008년까지 8년 연속으로 독일 올해의 여자 축구 선수로 선정되었으며 2003년부터 2005년까지 3년 연속으로 FIFA 올해의 여자 선수로 선정되었다.

### 국가대표
16세 때인 1994년 7월에 열린 캐나다와의 경기에 처음 출전하면서 독일 여자 축구 국가대표팀에 데뷔했다. 2000년 시드니 하계 올림픽과 2004년 아테네 하계 올림픽, 2008년 베이징 하계 올림픽에서 독일의 여자 축구 동메달 수상에 공헌했으며 1995년 FIFA 여자 월드컵과 1999년 FIFA 여자 월드컵, 2003년 FIFA 여자 월드컵, 2007년 FIFA 여자 월드컵, 2011년 FIFA 여자 월드컵에서 독일 대표로 출전했다.
1995년 FIFA 여자 월드컵에서 독일의 FIFA 여자 월드컵 준우승에 공헌했고 2003년 FIFA 여자 월드컵에서 골든볼(대회 MVP)과 골든슈(대회 득점왕)를 석권하면서 독일의 사상 첫 FIFA 여자 월드컵 우승에 공헌했다. 2007년 FIFA 여자 월드컵에서 대회 실버볼을 수상했으며 독일의 2번째 FIFA 여자 월드컵 우승에 공헌했다. 독일 대표팀에서 뛰는 동안 214경기에 출전했고 128득점을 기록했다.

## 수상

### 클럽
FSV 프랑크푸르트
- 프라우엔-분데스리가 2회 우승 (1994–95, 1997–98)
- 여자 DFB-포칼 2회 우승 (1994–95, 1995–96)

1. FFC 프랑크푸르트
- UEFA 여자 챔피언스리그 3회 우승 (2001–02, 2005–06, 2007–08), 1회 준우승 (2003–04)
- 프라우엔-분데스리가 7회 우승 (1998–99, 2000–01, 2001–02, 2002–03, 2004–05, 2006–07, 2007–08)
- 여자 DFB-포칼 8회 우승 (1998–99, 1999-00, 2000-01, 2001-02, 2002-03, 2006-07, 2007–08, 2010–11)

캐롤라이나 커리지
- 미국 여자 프로 축구 리그 1회 우승 (2002)

### 국가대표
독일
- FIFA 여자 월드컵 2회 우승 (2003, 2007), 1회 준우승 (1995)
- UEFA 유럽 여자 축구 선수권 대회 5회 우승 (1995, 1997, 2001, 2005, 2009)
- 하계 올림픽 여자 축구 동메달 3회 수상 (2000, 2004, 2008)

### 개인
- FIFA 올해의 여자 선수 3회 선정 (2003, 2004, 2005)
- 독일 올해의 여자 축구 선수 8회 선정 (2001, 2002, 2003, 2004, 2005, 2006, 2007, 2008)
- FIFA 여자 월드컵 최다 득점자 (14득점)
- 하계 올림픽 여자 축구 최다 득점자 (10득점)
- 2003년 FIFA 여자 월드컵 골든볼(대회 MVP) 수상
- 2003년 FIFA 여자 월드컵 골든슈(대회 최다 득점자) 수상
- 2007년 FIFA 여자 월드컵 실버볼 수상
- 프라우엔-분데스리가 득점왕 4회 수상 (1996–97, 1997–98, 2000–01, 2006–07)
- 2007년 질베르네스 로르베르블라트(Silbernes Lorbeerblatt) 수상

## 같이 보기
- 올림픽 축구 메달리스트 목록